# (188) Ménippé
Pour les articles homonymes, voir Ménippé (homonymie).
(188) Ménippé est un astéroïde de la ceinture principale.

## Historique

### Découverte
L'objet a été découvert par Christian Peters le 18 juin 1878.

### Dénomination
L'astéroïde porte le nom de Ménippé, une des filles d'Orion.

## Compléments